# Chelonoidis nigra abingdonii
A Chelonoidis nigra abingdonii a teknősök rendjéhez és a szárazföldi teknősfélék (Testudinidae) családjába tartozó galápagosi óriásteknős tizenegy alfajának egyike. Utolsó ismert példánya, „Magányos George” – aki élete utolsó évtizedeiben a veszélyeztetett állatok megmentéséért folytatott küzdelem jelképévé vált – 2012 júniusában pusztult el, ezzel az alfaj valószínűleg teljesen kihalt; egy feltételezett másik példányról, a prágai állatkertben élő Tonyról még nem állapították meg teljes bizonysággal, hogy ehhez az alfajhoz tartozik.

## Előfordulása
A  Galápagos-szigetekhez tartozó Pinta-szigetén volt honos. Kihalását az élőhelyére telepített kecskék okozták, amelyek lelegelték a fűevő teknősféle táplálékát. A fajon belüli legközelebbi rokonai a San Cristóbal és Española szigetén élő G. n. chatamensis és G. n. hoodensis. Fő ellensége a sólyom, amely a tojásokat és a frissen kikelt egyedeket pusztította.

## Megjelenése
Az alfaj kifejlett egyedeinek tömege elérhette a 400 kilogrammot, teljes hossza pedig 1,87 méter körüli volt.

## Szaporodása
Párzási időszaka május-június hónapokban, ivarérettségét 20 éves korban érte el.

## Utolsó példánya
Az alfaj utolsó élő példánya Magányos George (spanyolul Solitario Jorge, angolul Lonesome George) a Santa Cruz-szigeten működő Charles Darwin Kutatóállomáson élt, két, a Wolf-szigeti alfajhoz (G. n. becki) tartozó nősténnyel együtt, akikkel többször sikertelenül párosodott. 2008-ban az egyikük végül tojásokat rakott, amelyek terméketlennek bizonyultak; 2009-ben a másik nőstény rakott tojásokat, amelyek egészségeseknek tűntek, de végül szintén nem keltek ki. A Pinta-szigeti alfajhoz tartozó nőstény megtalálójának 10 000 dollár jutalmat tűztek ki. Ugyanebben az évben derült ki a prágai állatkert Tony nevű hím óriásteknőséről, hogy valószínűleg szintén a G. n. abingdoni alfajhoz tartozik. A külső hasonlóság ezt igazolni látszik, de a feltételezést még vizsgálják. 2011-ben két Hood-szigeti alfajhoz tartozó nőstényt telepítettek George mellé, mivel a kutatók megítélése szerint génállományok nagyfokú hasonlósága miatt ez utóbbiakkal lehet a legjobb esélye a sikeres szaporodásnak.
2012. június 24-én Magányos George elpusztult, feltehetőleg ekkor már betöltötte 100. életévét. George halálával az alfajt nagy valószínűséggel kihaltnak tekintették. 2012. november 22-én a Galapagosi Nemzeti Park bejelentette, hogy legalább 17 olyan egyedet találtak, melyek genetikai állománya hasonló Magányos George-éhoz.
A teknős bebalzsamozott testét 2014. szeptember 21-én kiállították a New York-i Természettudományi Múzeumban, ahonnan 2017. február 17-én visszaszállították az ecuadori Santa Cruz szigetére, ahol február 23-ától a közönség is megtekintheti.